# Jumapalo
Jumapalo — метеорит-хондрит масою 32490 грам.